# Jacob van Rees

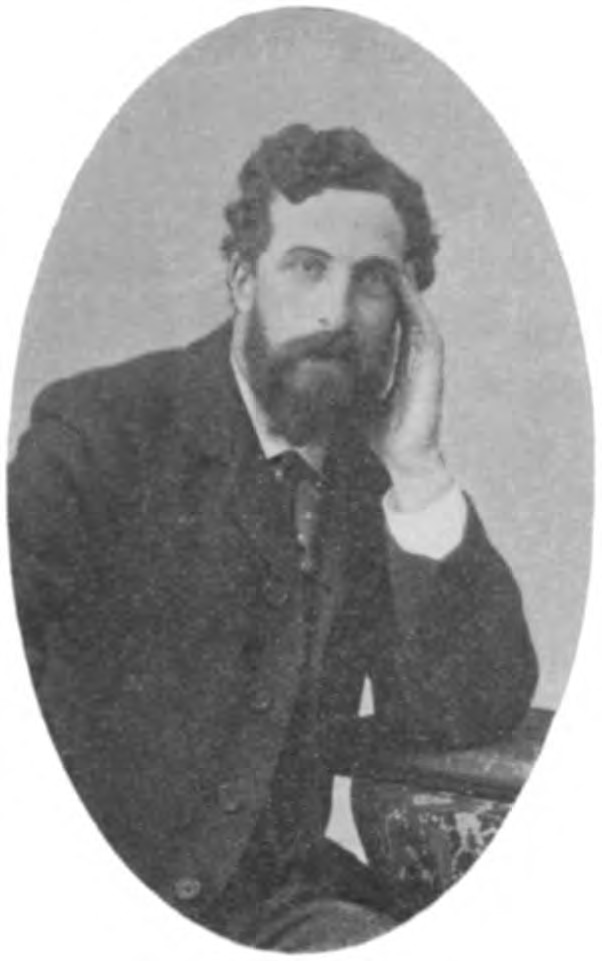
Jacob van Rees, um 1898

Jacob van Rees, Rufname „Koos“ (* 16. April 1854 in Amsterdam; † 4. Januar 1928 in Hilversum), war ein niederländischer Autor, Antimilitarist, Zeitschriftenherausgeber, Pazifist, Organisator, Esperantist und christlicher Anarchist. Van Rees studierte Biologie und promovierte mit 24 Jahren. 1889 wurde er zum außerordentlichen Professor der Universität von Amsterdam ernannt.

## Leben
Jacob van Rees wuchs in einer sozial engagierten Familie auf. Sein Vater, Otto van Rees, war Professor für politische Ökonomie, Statistik und politische Geschichte. Einfluss auf Jacob van Rees spätere Geisteshaltung hatten die Professoren F. C. Donders und P. Harting, die sich gegen Alkoholmissbrauch einsetzten und öfters bei der Familie van Rees zu Besuch waren. Sein Großonkel, der Pfarrer F. J. W. Koch, war lange Zeit Vorsitzender der Nederlandsche Vereeniging tot Afschaffing van Sterke Drank („Niederländische Vereinigung zur Abschaffung von Spirituosen“).
Van Rees beschäftigte sich die ersten 15 Jahre nach seiner Promotion ausschließlich mit wissenschaftlichen Arbeiten. Er unternahm Studienreisen, arbeitete an der Zoologischen Station Neapel und von 1883 bis 1885 studierte er in Freiburg im Breisgau. Durch ein körperliches Leiden beeinflusst kam er zu einer radikal-ethischen („radicaal-ethisch“) Denkweise. Er lehnte den Gebrauch von Tabak und Alkohol ab, wurde Vegetarier und war gegen Vivisektion. 1892 wurde er Mitglied vom Nederlandsche Onderwijzers Propaganda Club voor Drankbestrijding („Propagandaclub für Alkoholbekämpfung“). Er publizierte einige Broschüren gegen den Alkoholmissbrauch. Zusammen mit Felix Ortt, J. K. van der Leer und anderen gründete van Rees die Zeitschrift Vrede („Friede“), in der unter anderem Jan Sterringa veröffentlichte. Das Leben von van Rees wurde auf vergleichbare Weise mit dem von F. Ortt beschrieben.
Der niederländische Anarchist Lodewijk van Mierop gründete eine Bewegung für Alkoholbekämpfung, die 1897 den Namen Algemeene Nederlandsche Geheelonthoudersbond („Allgemeiner niederländischer Bund für Abstinenzler“, ANGOB) bekam, von dem van Rees bis 1925 Vorsitzender war und bei dem Hendrik Ebo Kaspers aktiv mitwirkte. Er war ebenfalls beteiligt bei der Gründung der Internationalen Broederschap (IB). Nach seinem Tod wurde Année Rinzes de Jong neuer Vorsitzender der IB.
1901 errichteten unter anderem Felix Ortt und Lodewijk van Mierop die Rein Leven-Beweging (RLB). Diese Organisation propagierte einerseits eine damals ungewöhnlich freizügige Sexualerziehung und die Gleichstellung von Mann und Frau, wollte aber ausgeübte Sexualität auf die Zeugung von Kindern begrenzen. Dies schloss die Verwendung von Verhütungsmitteln und homosexuellen Praktiken aus, eine allgemeine Abstinenz, auch von Alkohol und Drogen, wurde als Grundlage eines „keuschen Lebens“ propagiert. Van Rees war ein Anhänger der RLB und 1902 wurde er Ehrenmitglied der Amsterdamer Studentenvereinigung Rein Leven.
Das Propagandablad voor Humanitair Anarchisme („Propagandablatt für humanitären Anarchismus“) mit dem Titel Ontwaakt (sinngemäß etwa: „Erwachen“ oder „Wacht auf“), wurde 1905 von van Rees herausgegeben in enger Zusammenarbeit mit der Anarchistisch-Humanitaire Vereeniging („Anarchistisch-humanitären Vereinigung“). Er wollte sein Blatt fusionieren mit der Zeitschrift De Vrije Communist („Der freie Kommunist“), wovon Christiaan Cornelissen Redakteur war. Die Fusion kam allerdings nicht zustande da De Vrije Communist einen nicht-religiösen Standpunkt einnahm. 1903 errichtete van Rees die Humanitaire school (wörtlich:„humanitäre Schule“) in Laren. Die Schule war hauptsächlich für die Mitglieder der „Internationalen Broederschap“. Elize Marie Calisch, eine Anhängerin der Rein Leven-Beweging, bekam die Leitung der Schule. 1941 wurde der Name geändert in Larense Montessorischool. Die grundlegenden Ideen von van Rees wurden fortgesetzt von Suus Freudenthal-Lutter. Nach 1930 wurde die Schule geschlossen.
F. Ortt, L. van Mierop, L. Bahler und van Rees gründeten 1906 eine neue Friedensbewegung, die 1907 in dem Vrije Menschenverbond (sinngemäß: „Bund freier Menschen“) aufging und dieser letztendlich in dem Bond van Christen-Socialisten („Bund christlicher Sozialsten“) integriert wurde. 1915 unterzeichnete van Rees, ebenso wie F. Ortt, das Dienstweigeringsmanifest („Manifest für Kriegsdienstverweigerung“). Dafür wurde van Rees zu 10 Tagen Gefängnis verurteilt.
Jacob van Rees wurde Mitglied der niederländischen Guttempler (IOGT). Eine der ersten Logenvereinigungen wurde 1893 als Stiftung von ihm gegründet. Die IOGT war ursprünglich 1851 in Utica (USA) gegründet worden, als eine internationale Nichtregierungsorganisation, die sich für Abstinenz (Geheelonthouder), Brüderlichkeit und Frieden einsetzte. Gegründet wurde die niederländische Organisation 1907 von dem Ehepaar Boisseva. Von der Internationale Loge van goede Tempelieren Nederland war van Rees später Vorsitzender. Bis 1919 war er „Groot-Tempelier“, danach Internationaler Leiter der niederländischen Loge. Von 1926 bis 1927 machte van Rees eine Propagandareise für die Guttempler durch Indien.
Außerdem war er Mitglied in dem von Bart de Ligt dominierten Bond van religiöse Anarcho-Communisten („Bund religiöser Anarchokommunisten“). Van Rees schrieb unter anderem für die Zeitschriften Veilig Spoor, De goede Tempelier, Sluit Schiedam, Vrede, De Wegwijzer und De Geheelonthouder.
Jacob van Rees war verheiratet mit Constance Adriana Katharina Gerdula Vatiché und Vater von zwei Töchtern und dem Maler Otto van Rees (1884–1957).

## Veröffentlichungen (Auswahl)
- Waarom geheelonthouders ook in de studentenwereld?. In: „Propria Cures“. Februar 1896
- Dit geldt mij. Een woord aan de leerlingen van Gymn. en H.B.S. Hilversum 1896
- Open brief aan den Wel Ed. Hooggel. Heer Dr. A. Kuyper, oud-hoogleraar van de Vrije Universiteit te Amsterdam, naar aanleiding van de dienstweigering van Jan P. Terwey. Amersfoort 1903
- De neutrale onafhankelijke Orde van Goede Tempelieren. Hilversum 1914
- Herman van Helmholtz. In: „Mannen van beteekenis in onze dagen“. Haarlem 1892

## Weiterführende Literatur
- A. C. J. de Vrankrijker: Onze anarchisten en utopisten rond 1900. (Bussum 1972).
- Frieswijk Becker: Bedrijven; Bestevaer prof. Dr. J. van Rees herdacht. Uitgave ten bate van het Van Rees Comité tot stichting van de Van Rees-aula en de geheelonthouding
- Max Nettlau (Hrsg.), Geschichte der Anarchie. Neu herausgegeben von Heiner Becker. In Zusammenarbeit mit dem IISG, Amsterdam. Bibliothek Thélème, Münster 1993, 1. Auflage, Neudruck der Ausgabe Berlin, Verlag Der Syndikalist, 1927.
  - Band 5, Anarchisten und Syndikalisten. Abschnitt IX. „Die holländischen sozialistischen Anfänge. Multatuli. Internationale. Ferdinand Domela Nieuwenhuis. Die kommunistischen Anarchisten. Die Christen-Anarchisten“.
- J. James, Jacobus van Rees (1854–1928) een vreemde eend in de universitaire bijt. In: „Nederlands Tijdschrift voor Geneeskunde“. S. 140, 1996.
- S. van Leer: Besmetting en bevrijding. Jacob van Rees, geheelonthouding en het verlangen naar zuiverheid (doctoraalscriptie geschiedenis Amsterdam 1998).
- Cor Inja, Alle G. Hoekema, Gabe G. Hoekema: Geen cel ketent deze dromen, het leven is mooi, zelfs al mocht ik vandaag niet meerin de tuin. (Dagboek 13. mei 1925). (Tagebuch 13. Mai 1925). Uitgeverij Verloren, Hilversum. ISBN 90-6550-194-0. Kurzangabe bei Google Books.
- Amanda Kluveld: Reis door de hel der onschuldigen. S. 158 Amsterdam University Press, Amsterdam 2000. ISBN 90-5356-405-5
- Marjan Schwegman: Maria Montessori, 1870–1952: Kind van haar tijd. Instituut voor taal-, land- en volkenkunde van Nederlandsch Indië (Hrsg.): Bijdragen tot de taal-, land- en volkenkunde van Nederlandsch-Indië. Volume 142. Uitgeverij M. Nijhoff, Den Haag 1986. Zitat: „Dr. Jacob van Rees (1854–1928), van huis uit histoloogen hoogleraar aan de Universiteit van Amsterdam, Christen-Anarchist en oprichter van de Internationale Broederschap. In 1891 kwam Van Rees in Hilversum wonen…“.
- Dennis de Lange: Die Revolution bist Du! Der Tolstojanismus als soziale Bewegung in den Niederlanden. Verlag Graswurzelrevolution, Heidelberg 2016. ISBN 978-3-939045-27-4